# Adelheid
Adelheid ist ein weiblicher Vorname.

## Herkunft und Bedeutung
Der Name Adelheid geht auf den althochdeutschen Namen Adalhaid, zurück, der sich aus den Elementen adal „edel“, „vornehm“ und heit „Gestalt“, „Art“, „Erscheinungsbild“ zusammensetzt.

## Verbreitung
Der Name Adelheid ist in erster Linie im deutschen Sprachraum verbreitet.
In Deutschland ist er seit dem Mittelalter bekannt. Eine aus wissenschaftlicher Sicht unzureichende Auswertung sieht den Namen in der damaligen Zeit auf Rang 19 der Hitliste. In der ersten Hälfte des 20. Jahrhunderts war der Name in Deutschland zwar relativ beliebt, zählte jedoch nie zu den Spitzenreitern der Vornamenscharts. Seit den 1960er Jahren wird er nur noch selten vergeben. Zwischen 2010 und 2021 erhielten nur etwa 60 Mädchen diesen Namen.
Die Redewndung "Adelheit es ist soweit" hat mit dem Mädchennamen nichts zu tun. Er war vielmehr ein inoffizielles Motto des preussischen Regiments der Gardes du Corps. Er soll auf einen Ausspruch des Rittmeisters Achatz von Wacknitz in der Schlacht bei Roßbach zurückgehen. Mit Adelheit sei dabei die Geinnung der adligen Offiziere angesprochen worden sein.

## Varianten
- Bosnisch: Alisa
- Dänisch: Alice
  - Diminutiv: Heidi
- Deutsch: Alice
  - Germanisch: Adalheidis, Adelais, Alheydis
  - Niederdeutsch: Ahlheit
    - Diminutiv: Elke, Elka, Alke, Alka, Aleka, Alika, Elike, Thalke, Talke, Tale, Talea, Taleke

  - Diminutiv: Ada, Alida, Heida, Heide, Heidi, Adele, Adela, Edeline, Adelina
- Englisch: Adelaide, Alease, Alecia, Aleesha, Alesha, Alesia, Alice, Alicia, Alise, Alisha, Alishia, Alisia, Alissa, Alisya, Allissa, Allycia, Alyce, Alycia, Alys, Alysa, Alyse, Alysha, Alysia, Alyssa, Alyssia, Elicia
  - Irisch: Ailís, Ailish, Eilís, Eilish
  - Schottisch-gälisch: Aileas, Ailis
  - Walisisch: Alis
  - Diminutiv: Ada, Addie, Addy, Ali, Alison, Allie, Allison, Ally, Allyson, Alyson, Della, Heidi, Lecia, Lesia, Lisha, Lyssa, Adeline
- Finnisch: Aliisa, Alisa
  - Diminutiv: Aada, Ada, Alli, Heidi, Iisa
- Französisch: Adélaïde, Alice, Alicia, Alix, Azélie
  - Mittelalterlich: Aalis
  - Diminutiv: Alison, Zélie, Adeline
- Georgisch: ალისა Alisa
- Griechisch: Αλίκη Aliki
  - Diminutiv: Κική Kiki
- Italienisch: Adelaide, Alice
  - Diminutiv: Ada, Adelina
- Lettisch: Alise
- Niederländisch: Alice, Aleydis
  - Diminutiv: Ada, Aleid, Aleida, Alida, Elke
- Norwegisch: Alice
  - Diminutiv: Ada, Heidi
- Polnisch: Adelaida, Adelajda, Alicja
  - Diminutiv: Ada
- Portugiesisch: Adelaide, Alice, Alícia
- Russisch: Алиса Alisa
- Schwedisch: Alice, Alicia
  - Diminutiv: Heidi
- Slowakisch: Alica
- Spanisch: Adelaida, Alicia
  - Katalanisch: Alícia
  - Okzitanisch: Azalaïs
  - Diminutiv: Ada, Adelita
- Tschechisch: Alice
- Ukrainisch: Аліса Alisa
- Ungarisch: Alíz, Aliz, Etelka
  - Diminutiv: Ada, Alida, Etus, Etuska

## Namenstage
- 5. Februar: nach der Heiligen Adelheid von Vilich (katholisch)
- 20. März: nach Adelheid Cini (katholisch)
- 11. Juni: nach Adelheid von Schaerbeeke (katholisch)
- 16. Dezember: nach der Heiligen Adelheid von Burgund (evangelisch, katholisch, orthodox)

## Namensträgerinnen
- Adelheid von Anhalt-Bernburg-Schaumburg-Hoym (1800–1820), Prinzessin von Anhalt-Bernburg-Schaumburg-Hoym, Erbprinzessin zu Lübeck und Prinzessin zu Holstein-Oldenburg
- Adelheid von Anjou († 1026), französische Adelige aus dem Haus der Grafen von Anjou
- Adelheid von Aquitanien (945–1004), französische Königin und Stammmutter der Kapetinger
- Adelheid von Braunschweig-Grubenhagen (1285–1320), durch Heirat Königin von Böhmen
- Adelheid von Burgau, Gattin des Grafen Rudolf II. von Montfort-Sargans
- Adelheid von Burgund (931–999), Kaiserin des Heiligen Römischen Reiches, Heilige
- Adelheid von Enzberg († 1120), Gattin von Graf Heinrich von Tübingen und gehörte zu den Stiftern des Klosters Blaubeuren
- Adelheid von Görz († 1291), Adlige
- Adelheid von Holland (* um 1230; † 1284), Regentin der Grafschaft Holland und Zeeland sowie durch Heirat Gräfin des Hennegau
- Adelheid von Katzenelnbogen († 1288), Gräfin von Nassau und Gräfin von Katzenelnbogen
- Adelheid von Kiew (ca. 1067/1070–1109), zweite Ehefrau Kaiser Heinrichs IV
- Adelheid von Kitzingen († 750), Gründerin des Benediktinerinnenklosters Kitzingen, Heilige, siehe unter Hadeloga von Kitzingen
- Adelheid von Lichtenberg I. († 1312), deutsche Äbtissin
- Adelheid von Lichtenberg II. († 1413), deutsche Äbtissin
- Adelheid von Löwen († 1151), zweite Ehefrau des englischen Königs Heinrich I.
- Adelheid von Markdorf († 1303), Äbtissin des Damenstifts Buchau
- Adelheid von Frontenhausen († zwischen 1104 und 1112), Stifterin des Klosters Baumburg
- Adelheid von Murkart († 1224) Äbtissin im Fraumünster Zürich von 1222 bis 1224
- Adelheid von Plassenberg († 1460), deutsche Äbtissin
- Adelheid von Riedenburg, Königin von Ungarn von 1121 bis 1131
- Adelheid von Rothenburg (1837–1891), deutsche Schriftstellerin
- Adelheid von Savona (1072–1118), Regentin von Sizilien
- Adelheid von Schwaben († 1090), Königin von Ungarn
- Adelheid von Thüringen (Äbtissin), Adlige und Äbtissin
- Adelheid von Tours, Gemahlin Konrads von Auxerre und Roberts des Tapferen
- Adelheid von Tübingen (um 1152) (* um 1120) gehörte zu den Stiftern des Klosters Blaubeuren
- Adelheid von Turin († 1079), Tochter des Grafen Otto von Savoyen
- Adelheid von Waldeck, Gräfin zu Lippe
- Adelheid von Weilheim, Klostergründerin
- Adelheid von Vilich (ca. 970–1015/1018), Äbtissin
- Adelheid I. (Quedlinburg) (977–1044), Äbtissin von Quedlinburg, Tochter Kaiser Ottos II.
- Adelheid II. (Gandersheim) (1045–1096), Äbtissin
- Adelheid II. von Büren († 1220) Äbtissin in Gernrode
- Adelheid IV. von Sommerschenburg (* um 1130–1184), Äbtissin von Gandersheim (sowie ab 1160/61 Adelheid III. Äbtissin in Quedlinburg)
- Adelheid (um 1230), erste namentlich bekannte Äbtissin des Benediktinerinnenklosters St. Johann in Müstair
- Adelheid Marie von Anhalt-Dessau (1833–1916), Prinzessin von Anhalt-Dessau und durch Heirat Großherzogin von Luxemburg
- Adelheid zu Schaumburg-Lippe (1875–1971), Prinzessin zu Schaumburg-Lippe, durch Heirat Herzogin von Sachsen-Altenburg
- Adelheid Arndt (* 1952), deutsche Schauspielerin
- Adelheid von Bennigsen (1861–1938), Frauenrechtlerin und Sozialarbeiterin
- Adelheid Biesecker (* 1942), deutsche Wirtschaftswissenschaftlerin
- Adelheid Dahimène (1956–2010), österreichische Schriftstellerin
- Adelheid Fuchs-Kamp (1890–1978), deutsche Psychoanalytikerin
- Adelheid Langmann (1306–1375), Nonne und Mystikerin im Dominikanerinnenkloster Engelthal bei Nürnberg
- Adelheid Lindemann-Meyer zu Rahden (1924–2008), deutsche Landwirtin und Verbandspräsidentin
- Adelheid Morath (* 1984), deutsche Radsportlerin im Bereich Cross-Country-Mountainbikesport (CC)
- Adelheid Poninska (1804–1881), deutsche Sozialreformerin und Stadtplanerin
- Adelheid Popp (1869–1939), österreichische Frauenrechtlerin
- Adelheid Schulz (* 1955), deutsche Terroristin
- Adelheid Seeck (1912–1973), deutsche Schauspielerin
- Adelheid Theil (* 1969), deutsche Schauspielerin
- Adelheid Tröscher (* 1939), deutsche Politikerin (SPD)